# Igor Pavlov
Igor Vladimirovitsj Pavlov (Russisch: Игорь Владимирович Павлов) (Moskou, 18 juli 1979) is een Russische polsstokhoogspringer, die tot de wereldtop behoort. Hij werd meervoudig Russisch kampioen, Europees indoorkampioen en wereldindoorkampioen op deze discipline.
In 2003 won hij een zilveren medaille op de Universiade. Zijn grootste prestatie behaalde hij in het begin van het volgende jaar. Toen won hij een gouden medaille op de wereldkampioenschappen indooratletiek 2004 in Boedapest. Met een beste poging van 5,80 m versloeg hij de Tsjech Adam Ptácek (zilver; 5,70) en de Oekraïner Denis Joertsjenko (brons)
Vierde werd hij op de Olympische Spelen van 2004 in Athene en de wereldkampioenschappen atletiek 2005 in Helsinki. Op de wereldkampioenschappen atletiek 2007 in Osaka verbeterde hij zijn persoonlijk record naar 5,81 m.
Op de Olympische Spelen van 2008 in Peking plaatste hij zich met 5,65 voor de finale. In de finale werd hij negende met een beste poging van 5,60 m.

## Titels
- Wereldkampioen polsstokhoogspringen (indoor) - 2004
- Europees kampioen polsstokhoogspringen (indoor) - 2005
- Russisch kampioen polsstokhoogspringen (outdoor) - 2005, 2006, 2007
- Russisch kampioen polsstokhoogspringen (indoor) - 2004

## Persoonlijke records
| Onderdeel                      | Prestatie | Datum            | Plaats |
| ------------------------------ | --------- | ---------------- | ------ |
| polsstokhoogspringen (outdoor) | 5,81 m    | 1 september 2007 | Osaka  |
| polsstokhoogspringen (indoor)  | 5,90 m    | 5 maart 2005     | Madrid |

## Prestaties

### Kampioenschappen
| Jaar | Wedstrijd              | Plaats      | Resultaat | Extra  |
| ---- | ---------------------- | ----------- | --------- | ------ |
| 2003 | Universiade            | Daegu       | 2e        | 5,65 m |
|      | Militaire Wereldspelen | Catania     | 1e        | 5,45 m |
| 2004 | Europese Indoorcup     | Leipzig     | 2e        | 5,65 m |
|      | WK indoor              | Boedapest   | 1e        | 5,80 m |
|      | Olympische Spelen      | Athene      | 4e        | 5,80 m |
|      | Wereldatletiekfinale   | Monte Carlo | 8e        | 5,45 m |
| 2005 | EK indoor              | Madrid      | 1e        | 5,90 m |
|      | WK                     | Helsinki    | 4e        | 5,65 m |
|      | Wereldatletiekfinale   | Monte Carlo | 3e        | 5,60 m |
| 2006 | Europacup              | Málaga      | 4e        | 5,45 m |
| 2007 | WK                     | Osaka       | 4e        | 5,81 m |
|      | Wereldatletiekfinale   | Stuttgart   | 8e        | 5,60 m |
| 2008 | Olympische Spelen      | Peking      | 9e        | 5,60 m |

### Golden League-podiumplekken
| Jaar | Wedstrijd         | Plaats | Resultaat | Extra  |
| ---- | ----------------- | ------ | --------- | ------ |
| 2004 | Golden Gala       | Rome   | 3e        | 5,67 m |
| 2007 | Weltklasse Zürich | Zürich | 1e        | 5,75 m |